# Aenictus huonicus
Aenictus huonicus är en myrart som beskrevs av Wilson 1964. Aenictus huonicus ingår i släktet Aenictus och familjen myror. Inga underarter finns listade i Catalogue of Life.